# Massive Range
Massive Range är en bergskedja i Kanada. Den är en del av kanadensiska Klippiga bergen.   Det ligger i provinsen Alberta, i den centrala delen av landet, 3 000 km väster om huvudstaden Ottawa. Högsta toppen i Massive Range, Mount Brett, sträcker sig 2 984 meter över havet.
| Bergstopp        | Höjd (m.ö.h.) |
| ---------------- | ------------- |
| Mount Bourgeau   | 2930          |
| Mount Brett      | 2984          |
| Massive Mountain | 2435          |
| Pilot Mountain   | 2935          |

Terrängen runt Massive Range är bergig åt nordost, men åt sydväst är den kuperad.Trakten runt Massive Range är nära nog obefolkad, med mindre än två invånare per kvadratkilometer.. Närmaste större samhälle är Banff, 17,6 km öster om Massive Range.
I omgivningarna runt Massive Range växer i huvudsak barrskog.